# Piper itatiaianum
Piper itatiaianum är en pepparväxtart som beskrevs av C. Dc.. Piper itatiaianum ingår i släktet Piper och familjen pepparväxter. Inga underarter finns listade i Catalogue of Life.